# Sparkasse Nienburg
Die Sparkasse Nienburg ist eine öffentlich-rechtliche Sparkasse mit Sitz in Nienburg/Weser in Niedersachsen. Ihr Geschäftsgebiet ist der Landkreis Nienburg/Weser.

## Organisationsstruktur
Die Sparkasse Nienburg ist eine Anstalt des öffentlichen Rechts. Rechtsgrundlagen sind das niedersächsische Sparkassengesetz und die durch den Verwaltungsrat der Sparkasse erlassene Satzung. Organe der Sparkasse sind der Vorstand und der Verwaltungsrat.
Träger ist der Sparkassenzweckverband Nienburg. An dem Zweckverband sind der Landkreis Nienburg/Weser, die Städte Nienburg/Weser und Rehburg-Loccum, die Flecken Steyerberg, Diepenau, Uchte und Wiedensahl sowie die Gemeinden Landesbergen, Leese, Pennigsehl, Raddestorf, Stolzenau und Warmsen beteiligt.

## Geschäftszahlen
Die Sparkasse Nienburg wies im Geschäftsjahr 2023 eine Bilanzsumme von 2,159 Mrd. Euro aus und verfügte über Kundeneinlagen von 1,742 Mrd. Euro. Gemäß der Sparkassenrangliste 2023 liegt sie nach Bilanzsumme auf Rang 225. Sie unterhält 25 Filialen/Selbstbedienungsstandorte und beschäftigt 356 Mitarbeiter. Von den 356 Mitarbeitern sind 27 Auszubildende.

## Sparkassen-Finanzgruppe
Die Sparkasse Nienburg ist Teil der Sparkassen-Finanzgruppe und gehört damit auch ihrem Haftungsverbund an. Er sichert den Bestand der Institute und sorgt dafür, dass sie auch im Fall der Insolvenz einzelner Sparkassen alle Verbindlichkeiten erfüllen können. Die Sparkasse vermittelt Bausparverträge der regionalen Landesbausparkasse, offene Investmentfonds der Deka und Versicherungen der VGH Versicherungen. Im Bereich des Leasing arbeitet die Sparkasse Nienburg mit der  Deutschen Leasing zusammen. Die Funktion der Sparkassenzentralbank nimmt die Nord/LB wahr.

## Geschichte
Die heutige Sparkasse Nienburg entstand am 1. Januar 2001 durch Fusion der Kreis- und Stadtsparkasse Nienburg mit der Zweckverbandssparkasse Stolzenau und der Zweckverbandssparkasse Uchte.